# Jakub Považanec
Jakub Považanec (Banská Bystrica, 31 gennaio 1991) è un calciatore slovacco, centrocampista del Dukla B.B..

## Caratteristiche tecniche
Mediano, può essere schierato anche come trequartista.